# The Call of the Wild (2007)
Call of the Wild é um filme documentário estadunidense de 2007, dirigido por Ron Lamothe. Foi lançado em setembro de 2007 nos Estados Unidos.